# K-431 (sous-marin)
Pour les articles homonymes, voir K31.
Le sous-marin soviétique K-431, initialement K-31 (en cyrillique К-31 puis К-431), est un sous-marin nucléaire lanceur de missiles de croisière du projet 675 de la marine soviétique, mis en service en 1965. Lors du rechargement de son combustible nucléaire en 1985, il a été victime d'un grave accident nucléaire dans la baie de Chazhma (Vladivostok). Retiré du service en 1987, il est toujours en attente de démantèlement.

## Service et caractéristiques

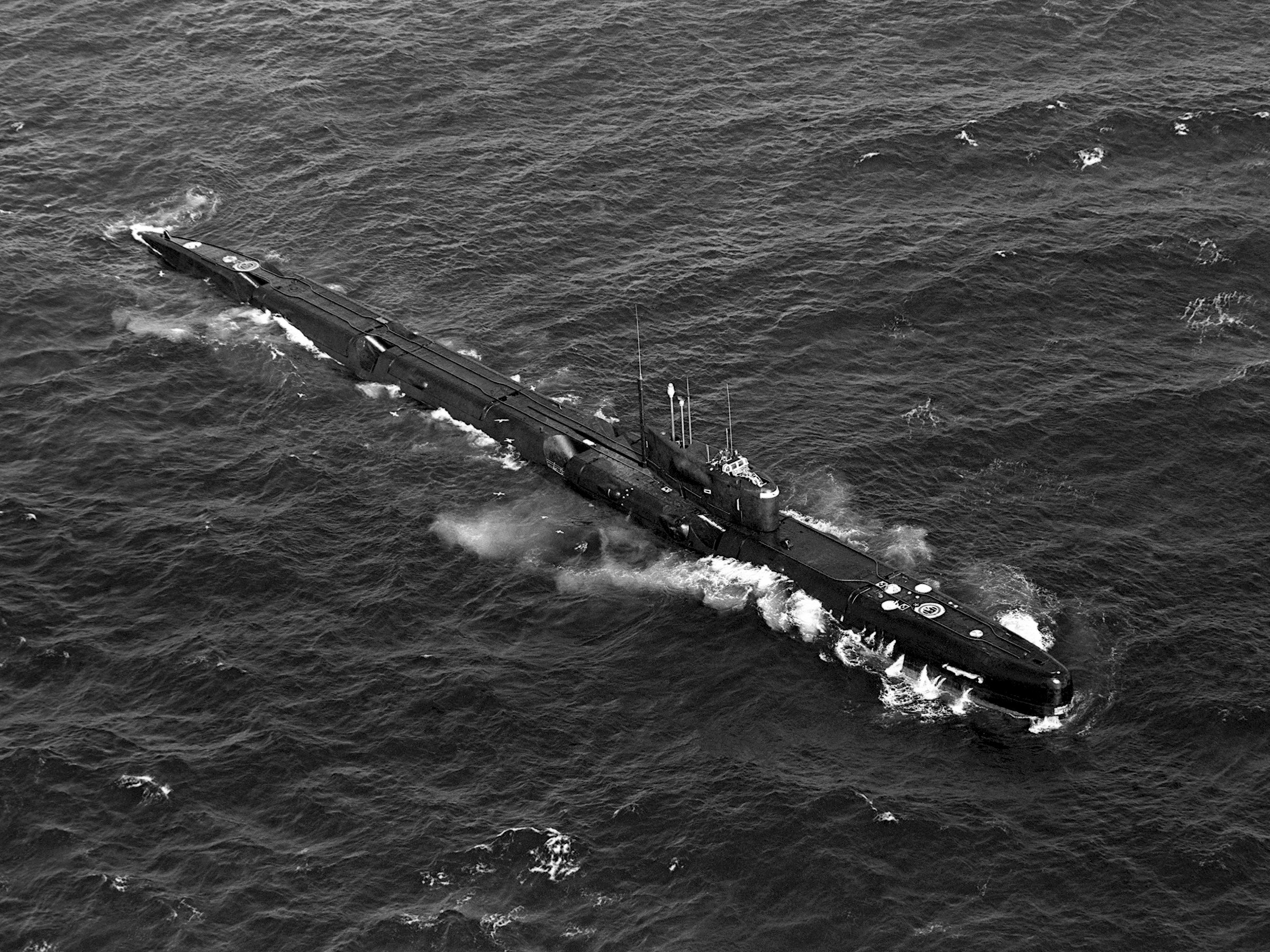
Sous-marin de la classe Echo II photographié par la marine américaine en 1989.

Commandé en mars 1963, le K-31, no 175 lors de sa construction, est mis sur quille le 11 janvier 1964 au chantier naval de l'Amour de Komsomolsk-sur-l'Amour. Lancé le 8 septembre 1964, il est admis dans la flotte du Pacifique le 30 septembre 1965. Du 13 mars 1969 au 27 octobre 1971, il est en maintenance au chantier naval de Zvezda à Bolchoï Kamen pour le remplacement de son générateur de vapeur et le renouvellement de son combustible nucléaire.
Inscrit à la liste des navires de guerre comme « croiseur sous-marin » (KrPL), il a été classé en tant que « gros sous-marin » (BPL : russe : боль’шая Подводная Лодка) le 25 août 1977, avant d'être reclassé en tant que KrPL le 15 janvier 1978. La même année, il a été renommé K-431,.
La puissance du K-431 est fournie par une chaudière nucléaire installée dans le sixième compartiment et composée de deux réacteurs VM-A de première génération, développant chacun 70 MW. Les deux réacteurs totalisent 50 kg d'uranium 235 faiblement enrichi à 20%.

## Accident de 1985
| Image externe |                                                                                            |
|               | Situation de la base navale lors de l'incident d'après Sarkisov et Vysotskii 2018, p. 259. |

En août 1985, le K-431 est à quai à la base navale de Chazhma dans le Kraï du Primorié depuis au moins trois mois. Dans cette base destinée à la maintenance et au rechargement du combustible nucléaire des navires de la flotte du Pacifique, le sous-marin est amarré à couple au quai no 2 par l'intermédiaire du navire de service FRMB-12 et du sous-marin K-42 de la classe November qui est en réparation. Sur tribord se trouve le navire qui opère le rechargement du combustible nucléaire, le RS-133. Le combustible des deux réacteurs du K-431 a été rechargé, la veille ou plusieurs jours auparavant selon les sources, et l'étanchéité du joint du couvercle est vérifiée une dizaine de jours avant l'accident. Il s'agit de la dernière étape de l'opération de maintenance de rechargement du combustible. L'étanchéité n'étant pas assurée, une baguette de soudure oubliée est retrouvée au niveau du couvercle, ce qui interrompt la maintenance le 8 août. Bien qu'une pièce de rechange ne puisse être livrée avant le 12 du mois, les opérateurs décident de retirer le couvercle le 10 août. S'ensuivent deux explosions espacées de 36 ms.
Dans les réacteurs à eau pressurisée VM-A de première génération, les barres de contrôle sont solidaires du couvercle du réacteur,. Or, lors de l'opération du 10 août, celles-ci n'ont pas été décrochées. Au moment de l'accident, un torpilleur naviguant à proximité aurait provoqué une vague qui aurait touché le sous-marin à quai ainsi que son ravitailleur, entraînant la gîte de la grue du RS-133, laquelle a remonté et donc retiré toutes les barres de contrôle présentes dans le réacteur. À 10 h 55 heure locale, la réaction en chaîne n'était donc plus ralentie et a provoqué un accident de réactivité, aussi appelé accident de prompt-criticité. La réaction en chaîne a provoqué une importante augmentation de la puissance suivie d'une explosion de vapeur qui a soufflé le couvercle de douze tonnes ainsi que la totalité du combustible nucléaire. Le compartiment réacteur et le réacteur en lui-même ont été intégralement détruits dans l'explosion. La plateforme du RS-133 installée au-dessus du sixième compartiment (compartiment réacteur) a été totalement soufflée. Un incendie s'est ensuivi pendant quatre heures, au cours desquelles le sous-marin a commencé à couler et a dû être maintenu à flots. Un nuage chargé d'éléments radioactifs s'est formé directement après l'accident.
Dans les jours qui ont suivi l'accident, un régiment de génie chimique de la flotte a effectué des relevés de radioactivité dans les environs de la base navale. Environ 259 PBq de matériaux radioactifs ont été relâchés dans l'environnement lors de l'explosion et de l'incendie. Les mesures des militaires indiquent que l'essentiel des retombées radioactives s'est limité à une bande de 3,5 km × 200 à 650 m ou 4 km × 400 à 600 m au nord-ouest de la base. Cette portion de la base où l'essentiel de la radioactivité est retombée étant inhabitée, elle n'a pas été décontaminée. Une zone de stockage provisoire des matériaux contaminés a été installée dans la base avant son évacuation en 1992. Les navires situés à proximité du sous-marin ont également souffert de l'explosion et ont été contaminés, ainsi que la base en elle-même, l'eau du golfe de Pierre-le-Grand et les sédiments marins. Le sous-marin K-42 avec lequel il était amarré à couple a été retiré du service tandis que le RS-133 a été décontaminé et utilisé pendant encore une quinzaine d'années. Plusieurs articles estiment que les villes de Vladivostok et de Shkotovo-22 n'ont pas été touchées par le nuage radioactif. L'évolution du nuage en dehors des limites de l'installation militaire n'est pas connue bien que des modélisations indiquent qu'il aurait pu toucher la Chine, le Japon ainsi que la Corée,,. Le fait que le réacteur ait été récemment vidé de son combustible usagé et rechargé, donc sans produits de fission, a limité les conséquences des retombées radioactives. La radioactivité résiduelle localisée dans les environs de la base est principalement due à la présence de cobalt 60 et de césium 137'. La véracité des retombées radioactives dans la région est toutefois remise en cause,.
L'explosion a fait dix morts : huit officiers et deux travailleurs commémorés dans un monument aux morts. Deux autres personnes sont décédées dans les mois qui ont suivi l'explosion. 1 841 personnes sont intervenues sur le site de l'explosion et ses environs pour participer aux opérations de nettoyage. 290 travailleurs ont été exposés à plus de 50 mSv, dont dix ont développé des pathologies liées à une irradiation aiguë, et 39 à des irradiations plus légères. Certains pompiers intervenus lors de l'incendie ont été exposés à plus de 6 Sv. En janvier 1998, 205 travailleurs ont obtenu un statut similaire à celui des liquidateurs de Tchernobyl.
L'accident, qui relève du niveau 5 sur l'échelle INES,, a parfois été comparé à l'accident de Tchernobyl mais cette comparaison a été réfutée.
Par le passé, un accident similaire est survenu en 1965 sur le K-11 lors du rechargement de son combustible nucléaire,. De cinq à six accidents de ce type, lors ou en dehors des opérations de rechargement, sont répertoriés ,.

## Issue
Le capitaine de troisième rang Tkachenko, responsable de l'opération de rechargement, a été reconnu responsable de l'accident. Le commandant de la quatrième flottille du Pacifique, l'amiral Viktor Khramtsov, a quant à lui reçu une lettre de réprimande.
Ce qui restait du compartiment réacteur a été rempli ou entouré de béton,,. Il est maintenu à flots par quatre flotteurs. Le K-431 a été retiré du service en 1987, puis conduit à la base sous-marine de Pavlosk. Depuis 2011, il est entreposé dans une zone de stockage dans la baie de Razboinik. Son démantèlement devait commencer au début des années 2010.

### Généralités
- (ru) Владимир Петрович Кузин et Владислав Иванович Никольский, Военно-Морской Флот СССР 1945-1991, Saint-Pétersbourg, Историческое Морское Общество,‎ 1996.
- (ru) С.С. Бережной, Атомные подводные лодки ВМФ СССР и России, Saint-Pétersbourg, Наваль коллекция,‎ 2001.
- (en) Ole Reistad et Povl L. Ølgaard, « Russian Nuclear Power Plants for Marine Applications », Nordisk kernesikkerhedsforskning, vol. 138,‎ 2006 (ISBN 87-7893-200-9, lire en ligne, consulté le 24 octobre 2020).

### Accident du 10 août 1985
- (en) Yu. V. Sivintsev, Valentin L. Vysotskii et V. A. Danilyan, « Radioecological consequences of a radiation accident in a nuclear-powered submarine in Chazhma cove », Atomic Energy, vol. 76, no 2,‎ février 1994, p. 157–160 (ISSN 1063-4258, DOI 10.1007/BF02414364).
- (en) V. A. Danilyan et Valetin L. Vysotskii, « Radioecological Situation at Bases and Sites for Refueling and Recycling of Nuclear Submarines in the Russian Federation Pacific Fleet. Organizational Issues of Radioecological Support », dans L. G. LeSage et A. A. Sarkisov (éd.), Nuclear Submarine Decommissioning and Related Problems, Dordrecht, Springer, coll. « NATO ASI / Disarmament Technologies » (no 8), 1996 (ISBN 978-0-7923-4189-5, DOI 10.1007/978-94-009-1758-3_39), p. 321-330
- (en) E. A. Goriglejan, « Design Support to Minimize the Risk of the Environmental Impact of Damaged Nuclear Steam-Generating Plants of Russian Nuclear Submarines During Their Long-Term Storage in Sarcophaguses », dans Ashot A. Sarkisov et Alain Tournyol du Clos (éd.), Analysis of Risks Associated with Nuclear Submarine Decommissioning, Dismantling and Disposal, Dordrecht, Springer, coll. « NATO Science Series / Disarmament Technologies », 1999 (ISBN 978-0-7923-5597-7), p. 291-302.
- (en) Makoto Takano, Vanya Romanova, Hiromi Yamazawa, Yuri Sivintsev, Keith Compton, Vladimir Nokikov et Franck Parker, « Reactivity Accident of Nuclear Submarine near Vladivostok », Journal of Nuclear Science and Technology, vol. 38, no 2,‎ février 2001, p. 143-157 (ISSN 0022-3131, DOI 10.1080/18811248.2001.9715017).
- (en) Yu. V. Sivintsev, « Was the accident in Chazhma Bay a Far-Eastern Chernobyl? », Atomic Energy, vol. 94, no 6,‎ 2003, p. 421-427 (ISSN 1063-4258, lire en ligne, consulté le 24 octobre 2020).
- (en) Ashot Arakelovich Sarkisov et Valentin Leonidovich Vysotskii, « The Nuclear Accident Aboard a Nuclear Submarine in Chazhma Bay : Event Reconstruction and Analysis of the Consequences », Herald of the Russian Academy of Sciences, vol. 88, no 4,‎ 2018, p. 254–271 (ISSN 1019-3316, DOI 10.1134/S1019331618040068).
- (en) Ashot Arakelovich Sarkisov, Valentin Leonidovich Vysotskii et D. A. Pripachkin, « Reconstruction of the Radioactive Contamination Occurring in the Environment in Primorskii Krai as a Result of a Nuclear Accident on a Submarine in Bukhta Chazhma », Atomic Energy, vol. 127, no 3,‎ janvier 2020, p. 159-165 (ISSN 1063-4258, DOI 10.1007/s10512-020-00604-8).